# Rustiques
Rustiques település Franciaországban, Aude megyében. Lakosainak száma 515 fő (2022. január 1.). Rustiques Badens, Laure-Minervois és Trèbes községekkel határos.

## Népesség
A település népessége az elmúlt években az alábbi módon változott:
| Lakosok száma | 229  | 231  | 301  | 418  | 502  | 507  | 507  | 506  | 509  | 515  |
|               | 1968 | 1982 | 1990 | 2006 | 2013 | 2015 | 2017 | 2019 | 2020 | 2022 |